# Fra Bevignate

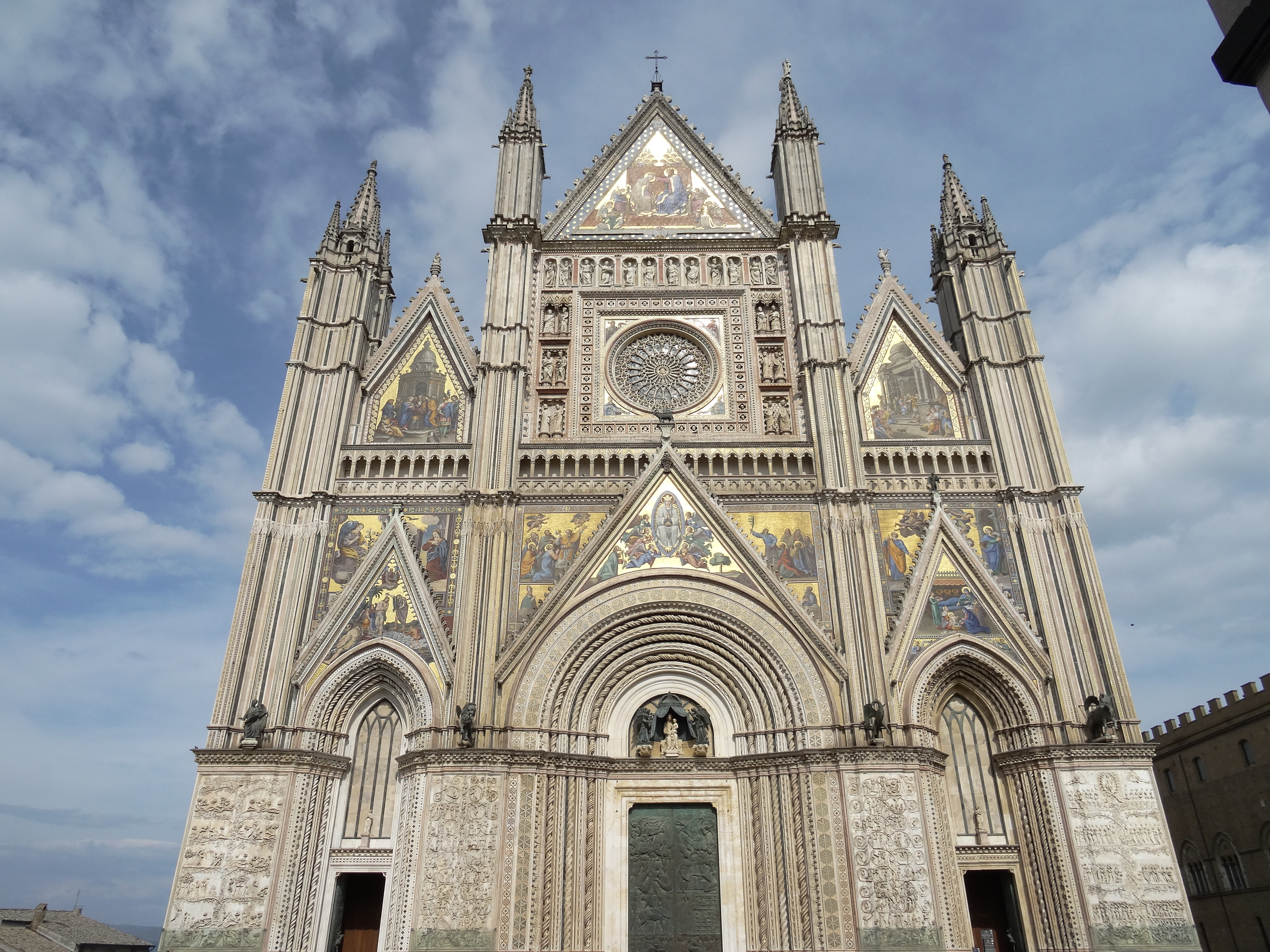
Facciata del Duomo di Orvieto

Fra Bevignate (Cingoli, 1250 (data incerta) – documentato sino al 1305) è stato un architetto e monaco cristiano italiano, dell'ordine benedettino di San Silvestro.

## Biografia
Architetto, urbanista, e ingegnere, d'esperienza, fu attivo nella seconda metà del XIII secolo, nelle zone umbre di Perugia, Orvieto e Gubbio.
Gli furono affidati progetti importanti, come il disegno della Fontana Maggiore di Perugia (1275-1278) insieme a Nicola e Giovanni Pisano, l'acquedotto medievale, insieme a Buoninsegna da Venezia, la Chiesa di San Francesco a Gubbio, il Duomo di Orvieto (1290-1295 circa), e morì durante la costruzione del Duomo di Perugia, la Cattedrale.  A testimonianza della sua grande considerazione, nella iscrizione della fontana maggiore è definito "padre di Perugia" .